# Pierre Womé
Pierre Nlend Wome (Duala, 26 de marzo de 1979) es un exfutbolista camerunés de fútbol, que jugó de lateral izquierdo por diversos equipos italianos, cerrando su carrera en Alemania, en el club FC Colonia.

## Carrera
Wome ha jugado en diferentes clubes europeos como: Werder Bremen, Fogape, Canon Yaoundé, Vicenza Calcio, AS Lucchese-Libertas, AS Roma, Brescia, Bolonia FC, Fulham, RCD Espanyol, e Inter de Milán y FC Colonia como último club.
Con su selección Camerún, en los años 2000 y 2002, Wome ganó la Copa de África, y, en 2003 y 2005, la CEMAC Cup. 
Ganó la Copa Italiana con Inter de Milán, en la temporada 2005-2006, y una copa regional de Cataluña con Espanyo, en 2004-2005.
Ha disputado 254 partidos con 11 equipos y ha marcado 31 goles.

## Selección nacional
Ha sido internacional con la Selección de fútbol de Camerún, ha jugado 67 partidos internacionales y ha anotado 5 goles.
Como dato curioso, en las eliminatorias para el Mundial de Alemania 2006, erró el penal que le otorgaría a Camerún el boleto a Alemania. Debido a esto, Costa de Marfil logró su clasificación. 

### Participaciones en Copas del Mundo
| Mundial                        | Sede                  | Resultado    |
| ------------------------------ | --------------------- | ------------ |
| Copa Mundial de Fútbol de 1998 | Francia               | Primera fase |
| Copa Mundial de Fútbol de 2002 | Corea del Sur y Japón | Primera fase |

## Clubes
| Club           | País       | Año       |
| -------------- | ---------- | --------- |
| Vicenza Calcio | Italia     | 1996-1997 |
| AS Lucchese    | Italia     | 1997-1998 |
| AS Roma        | Italia     | 1998-1999 |
| Bologna FC     | Italia     | 1999-2002 |
| Fulham FC      | Inglaterra | 2002-2003 |
| RCD Espanyol   | España     | 2003-2004 |
| Brescia Calcio | Italia     | 2004-2005 |
| Inter de Milán | Italia     | 2005-2006 |
| Werder Bremen  | Alemania   | 2006-2008 |
| FC Colonia     | Alemania   | 2008-2010 |
| FC Sapins      | Gabón      | 2011-2012 |

- Datos: Q343950
- Multimedia: Pierre Womé / Q343950